# قیچاتان
قیچاتان (به لاتین: Qıçatan) یک منطقه مسکونی در جمهوری آذربایجان است که در شهرستان اسماعیل‌لی واقع شده‌است. قیچاتان ۱۴۸ نفر جمعیت دارد.